# Espada da Galáxia
Espada da Galáxia é um romance de ficção científica brasileiro, escrito em 1995 por Marcelo Cassaro, recebeu o Prêmio Nova daquele ano, na categoria Ficção Longa Nacional.
Espada da Galáxia usa dois personagens principais humanos, duas crianças do interior paulista, para contar a história de dois grupos de alienígenas, os Metalianos, e os Traktorianos, e de como o Planeta Terra pode acabar se vendo envolvido nesta guerra.
O livro teve um final relativamente aberto, abrindo a possibilidade para futuras continuações, que o autor posteriormente alegou não ter condições de escrever, preferindo lançar um RPG, Gurps - EdG, para esse fim.
Em 2015, foi relançado em nova edição ampliada pela Jambô Editora durante a Comic Con Experience.

## Grupos do livro

### Metalianos
São uma nação alienígena do Planeta Metalian, sendo todos eles os únicos a habitarem o árido planeta metálico. Em Metalian existe o conceito de vida biometálica, sendo os metalianos o único tipo de vida biometálica inteligente do Universo conhecido -- além das bionaves, de origem e evolução desconhecidas, e domesticadas e largamente utilizadas pelo metalianos como naves de transporte e exploração espacial.
A estrutura político-familiar dos metalianos é semelhante à de uma colônia de abelhas, com uma rainha que comanda todo o povo. No passado, existiam em Metalian milhares de colônias, cada uma com a sua rainha, que freqüentemente guerreavam entre si, sendo os demais metalianos simples soldados sem traços de individualidade. No tempo em que o livro se passa, há apenas uma única colônia em todo o planeta, e os metalianos estão apenas começando a aprender a se manifestar individualmente, sendo a utilização de um nome costume ainda relativamente recente.
Todo o povo é super devotado(bem mais ao caso dos machos do que as fêmas) à sua rainha, porém já são capazes de mesmo desobedecer suas ordens caso julguem que assim estarão garantindo o melhor para ela e para o planeta. É o caso de Kursor Krion, um dos personagens principais da história, que após perder sua companheira quando esta foi capturada na Terra, decide empreender uma guerra particular contra o planeta, até que este cesse sua exploração espacial.
Super sensíveis ao oxigênio, os metalianos necessitam de uma armadura de proteção para estarem em planetas como a Terra, caso contrário envelhecem um ano a cada dia. Um metaliano vive em média 600 anos, tendo o metaliano mais velho a idade 601 anos. Existem metalianos mutantes que se diferenciam pela cor: metalianos normais são prateados, enquanto os mutantes são cor de ouro ou bronze. Sua pele é composta de titânio, sua carne é de silício e alumínio, enquanto seus ossos são de titânio e aço. Quando um metaliano envelhece ele oxida, fica com manchas de ferrugens.

#### Predakonn
Todo metaliano macho, quando sente um perigo iminente muito grave à sua colônia, pode se transformar em um monstro chamado Predakonn. Após essa transformação, ele se tornará um guerreiro irracional e implacável, que destruirá tudo a sua frente, sendo capaz de, sozinho, destruir uma cidade do tamanho de Nova York. Porém após uma hora, a partir da transformação, começará a degenerar e morrerá, motivo pelo qual essa transformação só acontece em último caso. Entretanto, essa transformação provou poder ser revertida, mas não há garantias de que ela não venha a acontecer de novo.

### Traktorianos
São nativos de Traktor, planeta semelhante à Terra, porém totalmente devastado pelo desenvolvimento tecnológico desenfreado. Os traktorianos descendem de invertebrados (lesmas insetoides) bípedes que freqüentemente trocavam seu exoesqueleto por corpos melhores, até que passaram a utilizar corpos robóticos para se instalarem.
Vivem em diferentes cidades-estado, que no passado viviam em harmonia, anteriormente governadas por um potente megacomputador chamado Gigacom, a quem muitos traktorianos veneravam ou adoravam como sendo um deus ou messias. Possuem uma obsessão por corpos cada vez melhores, e é isto que os leva a entrar em guerra contra os Metalianos: o desejo de se apoderar dos corpos biometálicos destes.

## RPG
Cassaro chegou a cogitar criar um suplemento oficial para GURPS, por problemas contratuais com a Devir Livraria (que detém os direitos sobre GURPS no Brasil), o suplemento acabou sendo lançado na internet no formato ebook.
Em 1996, o universo de Espada da Galáxia foi adaptado no livro de RPG Invasão, um suplemento para o Sistema Daemon, publicado pela Daemon Editora, escrito por Marcelo Cassaro em parceira com Marcelo Del Debbio.
Em 2000, Também pela Daemon foi lançado o livro Inimigo Natural.

## Histórias em Quadrinhos
Os metalianos fizeram sua estreia nos quadrinhos em 1992 (antes mesmo da publicação de Espada da Galaxia) na revista Heróis da TV da Editora Abril em uma história do Jaspion, roteirizada pelo próprio Marcelo Cassaro.
A ambientação do livro permitiu a criação de diversas revistas em quadrinhos spin-off U.F.O. Team, Capitão Ninja, Kilbite e Predakonn (história ambientada antes dos acontecimentos do livro).
U.F.O Team chegou ter um suplemento para o sistema 3D&T.
Uma outra série chamada A.Y.L.A. Project, que segundo Cassaro, era uma seqüência de U.F.O. Team que seria publicada pela Mythos Editora, o que não aconteceu.

Em 03 de Novembro de 2014, a Editora Jambô (mesma editora que publica Tormenta e 3D&T Alpha), anunciou a publicação da HQ, com roteiro de Cassaro e arte de Edu Francisco, agora com o título de Projeto Ayla, durante a Brasil Comic Con, realizada em São Paulo durante os dias 15 e 16 de Novembro.